# Vuktyl
Vuktyl (komijsky i rusky Вуктыл) je město v Komijské republice v Ruské federaci. Při sčítání lidu v roce 2010 měl přes dvanáct tisíc obyvatel.

## Poloha
Vuktyl leží v předhůří Severního Uralu na pravém břehu Pečory (v úmoří Pečorského moře) nedaleko místa, kde do ní ústí řeka Vuktyl. Od Syktyvkaru, hlavního města republiky, je vzdálen přibližně 575 kilometrů severovýchodně.
Severovýchodně od města leží národní park Jugyd Va, jehož správa ve Vuktylu sídlí.

## Dějiny
Vuktyl byl založen v roce 1968 v souvislosti s těžbou zemního plynu. Městem je od roku 1989.

## Hospodářství
Už od založení města je klíčovým hospodářským odvětvím těžba zemního plynu. Začíná zde také plynovod vedoucí do Uchty a Toržoku. Dále je ve městě a jeho okolí dřevozpracující průmysl a zemědělská výroba lokálního významu.